# Tracy Panton
Tracy Taegar Panton (ur. 17 kwietnia 1969) – belizeńska polityczka. Członkini Izby Reprezentantów Belize i liderka opozycji.

## Życiorys
Tracy Panton urodziła się 17 kwietnia 1969 w Belize. Od 1974 mieszka na terenie okręgu wyborczego Albert.

### Kariera zawodowa
Od 1997 do 2009 była dyrektorką lokalnej izby turystycznej. 23 kwietnia 2012 została zatrudniona na stanowisku Chief Executive, dyrektorki generalnej, w Ministerstwie Kultury i Sportu Belize.

### Działalność polityczna

#### Wyniki wyborcze
W wyborach parlamentarnych w 2015, reprezentując Zjednoczoną Partię Ludową, uzyskała mandat z okręgu wyborczego Albert, zdobywając 1234 głosy (55,86%). Uzyskała reelekcję w wyborach parlamentarnych w 2020, zdobywając 1271 głosów (50,22%). Ponownie uzyskała mandat w wyborach parlamentarnych w 2025, zdobywając 1243 głosy (53,12%).

#### Szefostwo Zjednoczonej Partii Ludowej
Po rezygnacji Patricka Fabera w 2022 wystartowała w wyborach na liderkę Zjednoczonej Partii Ludowej. Podczas konwencji partii 27 marca przegrała o 3 głosy z Jamalem Barrowem, synem byłego premiera Deana Barrowa.
W październiku 2024 członkowie partii sprzeciwiający się Barrowi wybrali Panton na liderkę partii. W wyborach parlamentarnych w 2025 przez konflikt pomiędzy Barrowem a Panton Zjednoczona Partia Ludowa wystawiła w niektórych okręgach po dwóch kandydatów, z obozu każdego z liderów. Do 31-miejscowej izby wystartowało 41 kandydatów: 25 z poparciem Barrowa, 15 z poparciem Panton i 1 z poparciem obu liderów.
Po utracie mandatu przez Barrowa w okręgu Mesopotamia w wyniku wyborów parlamentarnych w 2025, Panton została wybraną nową liderką partii. 14 marca 2025 oficjalnie została liderką opozycji, stając się pierwszą kobietą na tym stanowisku.
Część członków jej partii oprotestowała jej wybór na liderkę. Sprawa dotycząca kontroli nad partią toczy się przed Sądem Najwyższym Karaibów Wschodnich.

### Życie prywatne
Jej ojciec, Dr. Leroy Taegar, był politykiem Zjednoczonej Partii Ludowej, z ramienia której kandydował do rady miasta Freetown w 1977.